# 21 (2008년 영화)
21은 2008년 개봉한 미국의 하이스트 영화이다. 이 영화는 벤 메즈리치의 2003년 베스트셀러 책인 "Bringing Down the House"에 나오는 MIT 블랙잭 팀의 이야기에서 영감을 받았다. 영화에는 짐 스터게스, 케빈 스페이시, 로렌스 피시번, 케이트 보스워스, 라이자 라피라, 제이콥 피츠, 애런 유, 키우 친 등이 출연한다. 21은 흥행 성공을 거두었으며 일부 엇갈린 평가에도 불구하고 개봉 첫 번째와 두 번째 주말 동안 미국과 캐나다에서 1위를 차지했다.

## 줄거리
MIT 수학 전공생 벤 캠벨은 하버드 의대에 합격하지만, 학비 30만 달러를 마련할 길이 없어 고액의 장학금을 노린다. 경쟁이 치열한 가운데, 벤은 MIT의 미키 로사 교수에게 발탁되어 블랙잭 팀에 합류하게 된다. 카드 카운팅 기술과 은밀한 신호 전달 방식을 이용해 라스베이거스 카지노에서 큰 돈을 벌기 시작하면서 벤은 화려한 삶에 빠져든다.
팀원 중 한 명인 피셔의 질투와 다툼으로 피셔는 팀에서 쫓겨나고, 카지노 보안 책임자인 콜 윌리엄스는 벤을 주시하기 시작한다. 블랙잭에 몰두한 벤은 학업과 친구 관계를 소홀히 하고, 감정적으로 흔들린 탓에 큰 돈을 잃게 된다. 분노한 미키는 팀을 떠나고 벤에게 손실액을 갚으라고 요구한다. 벤은 다른 팀원들과 함께 미키 없이 블랙잭을 계속하지만 윌리엄스에게 발각되고, 윌리엄스는 과거 미키에게 앙심을 품고 있었음을 드러내며 벤에게 경고한다.
벤은 미키가 자신의 졸업을 방해했다는 것을 알게 되고, 돈까지 도난 당하자 팀원들과 함께 미키를 속여 마지막 라스베이거스 원정을 계획한다. 변장 후 카지노에 잠입해 큰 돈을 따내지만 윌리엄스에게 들키고, 미키는 돈을 들고 도망치려다 함정에 빠졌음을 깨닫는다. 사실 벤은 윌리엄스와 짜고 미키를 유인한 것이다. 윌리엄스는 미키를 붙잡아 세금 문제로 골탕먹일 계획을 세우고, 벤에게는 그날 딴 돈을 허락하지만 나중에 총으로 위협하며 돈을 빼앗는다. 하지만 벤의 오랜 친구들과 팀원들은 미키를 잡는 과정에서 카드 카운팅에 뛰어난 재능을 발견하여 윌리엄스가 훔쳐간 돈과는 별개로 큰 돈을 벌게 된다. 결국 벤은 장학금 면접에서 이 모든 이야기를 들려주며 면접관을 놀라게 한다.

## 캐스팅
- 짐 스터지스 - Ben Campbell
- 케빈 스페이시 - Micky Rosa
- 케이트 보스워스 - Jill Taylor
- 로런스 피시번 - Cole Wlliams
- 에런 유 - Choi
- 리자 라피라 - Kianna
- 제이컵 피츠 - Fisher
- 잭 맥기 - Terry
- 조시 개드 - Miles Connoly
- 샘 골자리 - Cam Azazi
- 헬렌 캐리 - Ellen Campbell
- 잭 길핀 - Bob Phillips
- 스펜서 개릿 - Stemple